# Catalogul colecției Sfinx (Editura Militară)
Începând cu anul 1971, Editura Militară a lansat sub numele „Sfinx” o serie de volume de ficțiune de mister, thriller și polițistă ale unor autori români. Colecția a fost numerotată.
În 1990 a apărut numărul 1 al colecției Sfinx, serie nouă - Operațiunea „Ghințuresti” de Gheorghe Buzoianu.
Printre autorii care au publicat în această colecție se numără: Rodica Ojog-Brașoveanu (8 volume), Ștefan Berciu (4), Gheorghe Buzoianu (4), Sever Noran (4), Haralamb Zincă (3), Stelian Sârbu (3), Traian Tandin (3), Radu Nor (2), Leonida Neamțu (2) și alții.

## Lista cărților

### Sfinx
Aceasta este o listă cronologică  a volumelor publicate în această colecție:
| Nr.   | Anul | Autorul                           | Titlul                                        | Note   |
| ----- | ---- | --------------------------------- | --------------------------------------------- | ------ |
| 1     | 1971 | Sever Noran                       | Sfârșitul „Marelui Preot”                     | [ 3 ]  |
| 2     | 1971 | Leonida Neamțu                    | Teroare pentru colonel                        | [ 4 ]  |
| 3     | 1971 | Radu Nor                          | Reîntoarcerea „păianjenului”                  | [ 5 ]  |
| 4     | 1971 | Ștefan Berciu                     | Jos masca, domnule Dib!                       | [ 6 ]  |
| 5     | 1972 | Radu Nor                          | Tridentul de aur                              | [ 7 ]  |
| 6     | 1972 | Nicolae Tăutu                     | Secretul documentului „X”                     | [ 8 ]  |
| 7     | 1972 | Rodica Ojog-Brașoveanu            | Spionaj la mănăstire                          | [ 9 ]  |
| 8     | 1972 | Ștefan Berciu                     | Insula spionilor                              | [ 10 ] |
| 9     | 1973 | Leonida Neamțu                    | Acoperiș cu demoni                            | [ 11 ] |
| 10-11 | 1973 | Ion Bodunescu, Ion Rusu-Șirianu   | Descifrarea unei istorii necunoscute          | [ 12 ] |
| 12    | 1973 | Sever Noran                       | Greșeală fatală                               | [ 13 ] |
| 13    | 1973 | Ion Capeț                         | Fulgerul negru                                | [ 14 ] |
| 14    | 1973 | D. Gherguț, E. Georgescu          | Planul Furtuna - Povestiri                    | [ 15 ] |
| 15    | 1973 | Haralamb Zincă                    | Dispărut fără urmă                            | [ 16 ] |
| 16    | 1974 | Rodica Ojog-Brașoveanu            | Plan diabolic                                 | [ 17 ] |
| 17    | 1974 | Stelian Sârbu                     | Eu am ucis moartea                            | [ 18 ] |
| 18    | 1974 | Ștefan Berciu                     | Întâlnire în valea morții                     | [ 19 ] |
| 19    | 1974 | Corneliu Buzinschi                | Nuanța albastră a căderii                     | [ 21 ] |
| 20    | 1974 | Ion Ochinciuc                     | O noapte în „Venus”                           | [ 22 ] |
| 21    | 1974 | Florian Grecea                    | Profesorul de dans                            | [ 23 ] |
| 22    | 1974 | Rodica Padina                     | Gura de lup                                   | [ 24 ] |
| 23    | 1975 | Mircea Popescu                    | Secretul Elizei Dornescu                      | [ 25 ] |
| 24    | 1975 | Cornel Hodojeu                    | Albatros-31                                   | [ 26 ] |
| 25    | 1975 | Elena Siupiur                     | Cei trei „A”                                  | [ 27 ] |
| 26    | 1975 | Cosma Brașoveanu                  | Omul fără umbră                               | [ 28 ] |
| 27    | 1975 | Ion Bodunescu, Ion Rusu-Șirianu   | Descifrarea unei istorii necunoscute, vol. II |        |
| 28    | 1976 | Stelian Sârbu                     | Noaptea focurilor                             | [ 29 ] |
| 29    | 1976 | Sever Noran                       | Ultimul viraj                                 | [ 30 ] |
| 30    | 1976 | Iv Martinovici                    | Am lăsat graurii să zboare                    | [ 31 ] |
| 31    | 1976 | Mircea Radina                     | Păianjenul își țese pânza                     | [ 32 ] |
| 32    | 1976 | Ștefan Berciu                     | Pichetul în alarmă                            | [ 33 ] |
| 33    | 1976 | Atanasie Toma                     | Capcana era blondă...                         | [ 34 ] |
| 34    | 1977 | Tudor Negoiță                     | Imprevizibilul joc                            | [ 35 ] |
| 35    | 1977 | Rodica Ojog-Brașoveanu            | Panică la căsuța cu zorele                    | [ 36 ] |
| 36    | 1977 | Elena Siupiur                     | Enigma din trenul de noapte                   | [ 37 ] |
| 37    | 1977 | Victor Bercescu                   | Un milion de lire                             | [ 38 ] |
| 38    | 1977 | Petre Vârlan                      | Înfrângerea lui Thanatos                      | [ 39 ] |
| 39    | 1977 | Karel Fabian                      | Lup-Negru                                     | [ 40 ] |
| 40    | 1978 | Vasile Cojocaru                   | Corida cu melci                               | [ 41 ] |
| 41    | 1978 | Traian Tandin                     | Enigmele căpitanului Roman                    | [ 42 ] |
| 42    | 1978 | Constantin Voivozeanu             | Întâlnire pe faleză Povestiri                 | [ 43 ] |
| 43    | 1978 | Eugen Teodoru                     | Moartea boxerului                             | [ 44 ] |
| 44    | 1978 | Radu Vaida                        | Misiune neobișnuită Povestiri                 | [ 45 ] |
| 45    | 1979 | Stelian Sârbu                     | Negustorul de iluzii                          | [ 46 ] |
| 46    | 1979 | Cosma Brașoveanu                  | Un martor incomod                             | [ 47 ] |
| 47    | 1979 | Mihu Neagu                        | Cazul „Fabiana”                               | [ 48 ] |
| 48    | 1979 | Ioana Dimitrescu                  | Un strigăt în noapte                          | [ 49 ] |
| 49    | 1979 | Traian Tandin                     | Dilemele căpitanului Roman                    | [ 50 ] |
| 50    | 1979 | Victor Jerca                      | Opriți „Jaguarul” albastru!                   | [ 51 ] |
| 51    | 1980 | Constantin Voivozeanu             | Grette nu mai face spionaj                    | [ 52 ] |
| 52    | 1980 | Corneliu Buzinschi                | Divertisment cu măști                         | [ 53 ] |
| 53    | 1980 | Petrișor Ciorobea, Augustin Guran | Misiunea „Foka”                               | [ 54 ] |
| 54    | 1981 | Ion Ochinciuc                     | Fotografia de nuntă                           | [ 55 ] |
| 55    | 1981 | Beatrice Iștoc                    | Tăcerea sălciilor plângătoare                 | [ 56 ] |
| 56    | 1981 | Dan Gr. Mihăescu                  | Slalom printre bănuiți                        | [ 57 ] |
| 57    | 1981 | Traian Tandin                     | Adio Ringo                                    | [ 59 ] |
| 58    | 1982 | Sever Noran                       | Comoara care poate ucide                      | [ 60 ] |
| 59    | 1982 | Tudor Negoiță                     | Parola nu era completă                        | [ 61 ] |
| 60    | 1982 | Rodica Ojog-Brașoveanu            | Nopți albe pentru Minerva                     | [ 62 ] |
| 61    | 1982 | Mihu Neagu                        | Dosarul Fabiana                               | [ 63 ] |
| 62    | 1983 | Gheorghe Buzoianu                 | Cadouri pentru o mătușă Nuvele                | [ 64 ] |
| 63    | 1983 | Haralamb Zincă                    | Dosarul aviatorului singuratic                | [ 65 ] |
| 64    | 1983 | Voicu Bugariu                     | Literații se amuzau                           | [ 66 ] |
| 65    | 1983 | Nicolae Mărgeanu                  | Alte aventuri ale căpitanului Vigu            | [ 67 ] |
| 66    | 1984 | Ioana Dimitrescu                  | Anunțul de la "mica publicitate"              | [ 68 ] |
| 67    | 1984 | Gheorghe Buzoianu                 | Capcana                                       | [ 69 ] |
| 68    | 1984 | Rodica Ojog-Brașoveanu            | Anonima de miercuri                           | [ 70 ] |
| 69    | 1984 | Ion Tipsie                        | Un caz perfect conturat                       | [ 71 ] |
| 70    | 1985 | Rodica Ojog-Brașoveanu            | Apel din necunoscut                           | [ 72 ] |
| 71    | 1985 | Dan Mihăiescu                     | Fereastra dinspre... adevăr                   | [ 73 ] |
| 72    | 1985 | Haralambie Bârzan                 | Partea nevăzută a zilei de mâine              | [ 74 ] |
| 73    | 1986 | Gheorghe Buzoianu                 | Prin labirint                                 | [ 75 ] |
| 74    | 1986 | Ion Tipsie                        | În drum spre oraș                             | [ 76 ] |
| 75    | 1986 | Rodica Ojog-Brașoveanu            | Violeta din safe                              | [ 77 ] |

### Sfinx, serie nouă
Seria nouă conține și lucrări traduse.
| Nr.  | Anul | Autorul                         | Titlul                             | Note                                        |
| ---- | ---- | ------------------------------- | ---------------------------------- | ------------------------------------------- |
| 1    | 1990 | Gheorghe Buzoianu               | Operatiunea Ghințuresti            |                                             |
| 2    | 1990 | Lucian Strochi                  | Gambit                             | ISBN 973-32-0145-6                          |
| 3    | 1990 | Cornel Scafeș                   | Partida de „puzzle”                | ISBN 973-32-0156-1                          |
| 4    | 1991 | Nicolae Mărgeanu                | Romanul care ucide                 | ISBN 973-32-0174-X                          |
| 5    | 1992 | Rodica Ojog-Brașoveanu          | „O toaleta a la Liz Taylor”        | ISBN 973-32-0233-9                          |
| 6    | 1992 | Dan Mihăescu                    | Comisarul moare ultimul            | ISBN 973-32-0256-8                          |
| 6 SN | 1995 | Gilbert Grellet, Hervé Guilbaud | Răzbunarea                         | traducere Angela Cismas, ISBN 973-32-0400-5 |
| 7    | 1997 | Haralamb Zincă                  | Moartea mirosea a "Christian Dior" | ISBN 973-32-0430-7                          |
| ?    | 1993 | Tudor Negoiță                   | Final de partidă                   | ISBN 973-32-0246-0                          |
| ?    | 1992 | Rodica Ojog-Brașoveanu          | Coșmar                             | ISBN 973-32-0331-9                          |
| ?    | 2002 | Paul Carpen                     | Franciscanul                       | ISBN 973-32-0612-1                          |
| ?    | 2002 | Paul Carpen                     | Fulgerul (Amintirile unui spion)   | ISBN 973-32-0623-7                          |

## Vezi și
- Catalogul colecției Clepsidra (Editura Eminescu)
- Catalogul Colecției Biblioteca pentru toți (Editura Minerva)
- Catalogul colecției Romanul de dragoste (Editura Eminescu)
- Catalogul colecției Enigma (Editura Univers)